# Малахов Володимир Анатолійович
Малахов Володимир Анатолійович (нар. 7 січня 1968, Кривий Ріг, Дніпропетровська область, УРСР) — провідний танцівник «Театру американського балету», з 2004 року артистичний директор і перший соліст Берлінського державного балету, один з найвідоміших артистів балету свого покоління.

## Життєпис
1986 року закінчив Велику Балетну Школу в Москві. Емігрував у 1991, танцював з того часу в театрах Штутгарту, Відня, Берліна, а також Канади й США.

## Нагороди
- 1986 — Гран-прі в молодшій групі на Міжнародному конкурсі артистів балету в місті Варна (Болгарія)[fr]
- 1989 — Золота медаль на Міжнародному конкурсі артистів балету в місті Москва[5]
- 1990 — Бронзова медаль в старшій групі на Міжнародному конкурсі артистів балету в США[en]
- 1998 — «Бенуа де ла Данс»[6]

## Партнерки
- Angel Corella[en]
- Xiomara Reyes[en]
- Діана Вишнева[en]

## Фільми
- «True Prince: Vladimir Malakhov» (1997)